# انجیلیان
اَنجیلیان (نام علمی: Hamamelidaceae) نام یک تیره از راسته خاراشکن‌سانان است. تیره‌ای از اَنجیلی‌سانانِ درختی یا درختچه‌ای با برگ‌های سادهٔ متناوب و مادگی دو یا سه‌برچه‌ای با میوهٔ پوشینه